# Іхеб Мбаркі
Іхеб Мбаркі (фр. Iheb Mbarki, араб. إيهاب المباركي, нар. 14 лютого 1992, Бізерта) — туніський футболіст, захисник клубу «Есперанс» та національної збірної Тунісу.

## Клубна кар'єра
У дорослому футболі дебютував 2009 року виступами за команду «Бізертен», в якій провів три сезони, взявши участь у 48 матчах чемпіонату.
9 липня 2012 року перейшов у французький «Евіан», з яким підписав контракт на чотири роки. Втім за сезон 2012/13 Іхеб зіграв за команду з Гаяра лише 15 ігор у Лізі 1, через що 3 липня 2013 року він повернувся на батьківщину, підписавши чотирирічний контракт з «Есперансом».
До складу клубу «Есперанс» приєднався 2013 року. З командою здобув низку національних трофеїв, в також двічі поспіль виграв Лігу чемпіонів КАФ у 2018 та 2019 роках. Станом на 12 липня 2019 року відіграв за команду зі столиці Тунісу 110 матчів в національному чемпіонаті.

## Виступи за збірну
2011 року у складі збірної чемпіонату Тунісу став переможцем Чемпіонату африканських націй в Судані.
15 серпня 2012 року дебютував в офіційних матчах у складі національної збірної Тунісу в товариській грі проти Ірану (2:2).

## Досягнення
- Переможець Чемпіонату африканських націй: 2011
- Чемпіон Тунісу: 2014, 2017, 2018, 2019
- Володар Кубка Тунісу: 2016
- Володар Суперкубка Тунісу: 2019
- Володар Кубка арабських чемпіонів: 2017
- Переможець Ліги чемпіонів КАФ: 2018, 2019